# Frederick Ponsonby (baron Sysonby)

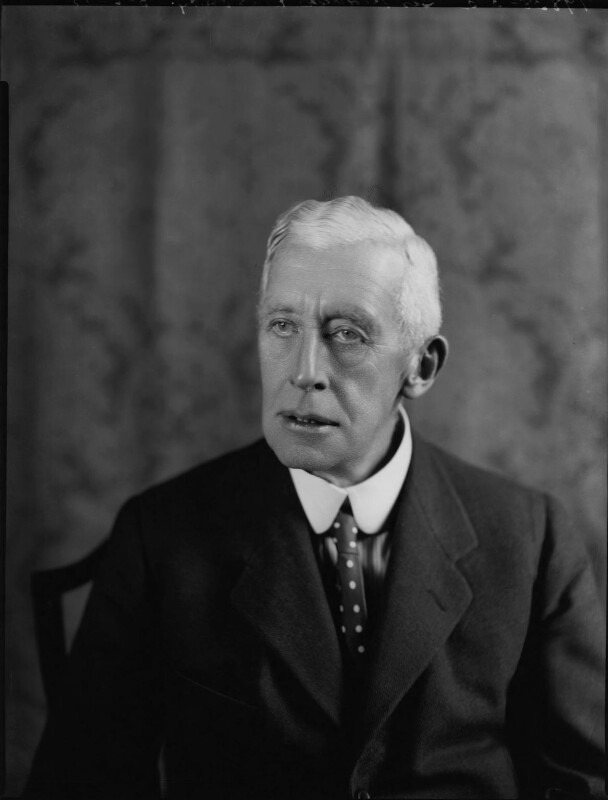
Lord Sysonby (1935)

Frederick Edward Grey Ponsonby (ur. 16 września 1867, zm. 20 października 1935) – brytyjski arystokrata, młodszy syn generała-majora Henry'ego Ponsonby'ego i Mary Bulteel, córki Johna Bulteela.
Ponsonby pełnił wiele urzędów na dworze królowej Wiktorii, króla Edwarda VII i Jerzego V. W 1895 r. został asystentem prywatnego sekretarza królowej Wiktorii i pełnił tę funkcję do 1914 r., kiedy to został Strażnikiem Prywatnego Skarbu króla Jerzego V. Urząd ten pełnił aż do śmierci. Dodatkowo, od 1928 r., był Lordem Namiestnikiem zamku Windsor. Został odznaczony Krzyżem Wielkim Orderu Łaźni oraz Krzyżem Wielkim Królewskiego Orderu Wiktorii. Był również członkiem Tajnej Rady.
17 maja 1899 r. poślubił Victorię Lily Hegan Kennard (zm. 2 czerwca 1955), córkę pułkownika Edwarda Kennarda i Agnes Hegan, córki Josepha Hegana. Frederick i Victoria mieli razem dwóch synów i córkę:
- Victor Alexander Henry Desmond Ponsonby (19 czerwca - 24 listopada 1900)
- Loelia Mary Ponsonby (1902–1993), żona Hugh Grosvenora, 2. księcia Westminster i Martina Lindsaya, 1. baroneta, nie miała dzieci
- Edward Gaspard Ponsonby (7 czerwca 1903 - 21 stycznia 1956), 2. baron Sysonby, ożenił się z Sallie Sanford, miał dzieci

24 czerwca 1935 r. król Jerzy V mianował Ponsonby'ego baronem Sysonby. Od tej pory Frederick, jak par Zjednoczonego Królestwa, mógł zasiadać w Izbie Lordów. Nie korzystał jednak długo z tego przywileju. Zmarł 4 miesiące po uzyskaniu tytułu, który odziedziczył jego syn.